# Damjan Stojanovski
Damjan Stojanovski (in macedone Дамјан Стојановски?; Skopje, 9 dicembre 1987) è un cestista macedone.
Ha un fratello gemello, Vojdan.

## Carriera
Con la Macedonia ha disputato quattro edizioni dei Campionati europei (2009, 2011, 2013, 2015).

## Palmarès
- Campionato macedone: 7

MZT Skopje: 2012-13, 2013-14, 2014-15, 2015-16, 2018-19, 2020-21, 2022-23
- Coppa di Macedonia: 9

Vardar: 2007
AMAK SP Ohrid: 2009
MZT Skopje: 2013, 2016, 2018, 2021, 2023, 2024
- Coppa di Bulgaria: 2

Academic Sofia: 2011, 2012